# Peronopsidae
A Peronopsidae a háromkaréjú ősrákok (Trilobita) osztályának az Agnostida rendjéhez, ezen belül az Agnostina alrendjéhez tartozó család.

## Rendszerezés
A családba az alábbi nemek tartoznak:
- Archaeagnostus
- Cotaglagnostus
- Eoagnostus
- Gratagnostus
- Hypagnostus
- Lisogoragnostus
- Micagnostus
- Peronopsella
- Peronopsis
- Sphaeragnostus
- Svenax